# 더치 레너드 (1909년)
에밀 존 "더치" 레너드(영어: Emil John "Dutch" Leonard, 1909년 5월 25일~1983년 4월 17일)는 미국의 프로 야구 선수로, 너클볼을 던지는 우완 투수였다. 20시즌 동안 메이저 리그 베이스볼(MLB)의 브루클린 다저스(1933~1936), 워싱턴 세너터스(1938~1946), 필라델피아 필리스(1947~1948), 시카고 컵스(1949~1953) 등지에서 뛰었다.